# Чаришський район
Чари́шський район (рос. Чарышский район) — муніципальний округ у складі Алтайського краю Російської Федерації.
Адміністративний центр — село Чаришське.

## Історія
Чаришський район утворений 1924 року.
2022 року Чаришський район перетворено в муніципальний округ зі збереженням старої назви, при цьому були ліквідовані усі сільські поселення:
| Поселення                        | Площа, км² | Населення, осіб (2002) | Населення, осіб (2010) | Населення, осіб (2019) | Центр            | Населені пункти |
| -------------------------------- | ---------- | ---------------------- | ---------------------- | ---------------------- | ---------------- | --------------- |
| Алексієвська сільська рада       | 410,26     | 1109                   | 820                    | 688                    | Алексієвка       | 3               |
| Березовська сільська рада        | 179,85     | 1088                   | 955                    | 877                    | Березовка        | 3               |
| Краснопартизанська сільська рада | 968,13     | 1593                   | 1388                   | 1330                   | Красний Партизан | 2               |
| Малобащелацька сільська рада     | 467,68     | 1620                   | 1204                   | 1068                   | Малий Бащелак    | 4               |
| Мараліхинська сільська рада      | 312,62     | 1819                   | 1425                   | 1264                   | Мараліха         | 5               |
| Маяцька сільська рада            | 259,14     | 1282                   | 929                    | 786                    | Маяк             | 5               |
| Сентелецька сільська рада        | 2942,97    | 1359                   | 1183                   | 1067                   | Сентелек         | 4               |
| Тулатинська сільська рада        | 1218,04    | 1630                   | 1216                   | 966                    | Тулата           | 5               |
| Чаришська сільська рада          | 122,71     | 3398                   | 3217                   | 3120                   | Чаришське        | 1               |

## Населення
Населення — 11166 осіб (2019; 12337 в 2010, 14898 у 2002).

## Населені пункти
| №  | Населений пункт                 | Населення, осіб (2002) | Населення, осіб (2010) |
| -- | ------------------------------- | ---------------------- | ---------------------- |
| 1  | Аба, село                       | 131                    | 95                     |
| 2  | Алексієвка (Алексієвська), село | 764                    | 544                    |
| 3  | Алексієвка (Тулатинська), село  | 2                      | 1                      |
| 4  | Березовка, село                 | 793                    | 719                    |
| 5  | Боровлянка, село                | 102                    | 82                     |
| 6  | Великий Бащелак, село           | 275                    | 183                    |
| 7  | Долинське, село                 | 216                    | 150                    |
| 8  | Івановка, село                  | 101                    | 61                     |
| 9  | Комендантка, село               | 99                     | 73                     |
| 10 | Красний Май, село               | 166                    | 128                    |
| 11 | Красний Партизан, село          | 1500                   | 1361                   |
| 12 | Красні Орли, село               | 238                    | 154                    |
| 13 | Майорка, село                   | 196                    | 163                    |
| 14 | Мала Мараліха, село             | 108                    | 67                     |
| 15 | Малий Бащелак, село             | 1142                   | 878                    |
| 16 | Мараліха, село                  | 1131                   | 916                    |
| 17 | Маральї Рожки, село             | 341                    | 267                    |
| 18 | Машенка, село                   | 62                     | 58                     |
| 19 | Маяк, село                      | 602                    | 477                    |
| 20 | Озерки, село                    | 160                    | 109                    |
| 21 | Первомайський, селище           | 169                    | 118                    |
| 22 | Покровка, село                  | 185                    | 190                    |
| 23 | Сваловка, село                  | 93                     | 27                     |
| 24 | Сентелек, село                  | 981                    | 840                    |
| 25 | Сосновка, село                  | 108                    | 52                     |
| 26 | Тулата, село                    | 996                    | 755                    |
| 27 | Усть-Іониш, село                | 5                      | 5                      |
| 28 | Усть-Пихтовка, село             | 73                     | 47                     |
| 29 | Усть-Тулатінка, село            | 411                    | 305                    |
| 30 | Чайне, село                     | 165                    | 128                    |
| 31 | Чаришське, село                 | 3398                   | 3217                   |
| 32 | Щебнюха, село                   | 185                    | 167                    |